# البلاغ (صحيفة)
صحيفة البلاغ هي صحيفة كانت متداولة منذ عام 1923 مع بعض الانقطاعات. يقع المقر الرئيس للصحيفة في القاهرة، بمصر.

## التاريخ والملف الشخصي
أطلق عبد القادر حمزة صحيفة البلاغ في القاهرة عام 1923. بدأ في إصدار الصحيفة بعد فترة وجيزة من تعليق صحيفته السابقة، وهي صحيفة بعنوان الأهالي. صدر العدد الأول من مجلة البلاغ في 28 حزيران 1923. الناشر شركة تحمل نفس الاسم. كما شغل حمزة منصب رئيس تحرير الصحيفة.
حتى عام 1937 كانت الصحيفة قريبة من حزب الوفد. وفي أوائل ثلاثينيات القرن العشرين، نشر العديد من الشخصيات السياسية المعروفة مقالات في مجلة البلاغ، مثل عبد الرحمن عزام، وإبراهيم المزيني، وزكي مبارك. تناولت هذه المقالات بشكل رئيسي التعاون بين مصر والدول العربية الأخرى ومكونات القومية المصرية، أي المصرية والعربية. كما نشر عبد القادر حمزة مقالات حول هذه المواضيع في الصحيفة. خلال الثورة العربية في فلسطين عام 1936 كانت البلاغ من بين وسائل الإعلام المصرية التي نشرت بشكل متكرر تقارير عن هجمات شنها جنود بريطانيون ومتطرفون يهود على المساجد والقرى في فلسطين. وقد تضمنت هذه في بعض الصحف، وهي الأهرام والجهاد وكوكب والشرق، أخبارًا عن المؤامرة الصهيونية لإحياء دولة بني إسرائيل من النيل والفرات وترميم هيكل سليمان على أنقاض المسجد الأقصى، وهو الأمر الذي طمأن البريطانيون السكان المحليين أنهم ليسوا هنا لخلق دولة يهودية.
كان المنافس الرئيس لصحيفة البلاغ هو صحيفة السياسة [الإنجليزية] التي كانت الوسيلة الإعلامية لحزب الأحرار الدستوري، واستمر التنافس بينهما حتى عام 1951 عندما توقفت الأخيرة عن النشر. أطلقت كلتا الصحيفتين طبعة أسبوعية في عام 1926. وكان عنوان صحيفة البلاغ هو: صحيفة البلاغ الأسبوعية [الإنجليزية] وقد بدأ في تشرين الثاني من ذلك العام.

## روابط خارجية
- الموقع الرسمي